# Szusevo (Vaszilevo)
Szusevo (macedónul: Сушево) település Észak-Macedóniában, a Délkeleti körzetben, a Vaszilevói járásban.

## Népesség
- 2002-ben 723 lakosa volt, akik közül 707 macedón, 15 török és 1 egyéb.